# Mike Richter
Mike Richter (* 22. září 1966, Abington, USA) je bývalý americký hokejový brankář. Patří k nejvýznamnějším americkým brankářům v historii, který byl v letech 1989 až 2003 hráčem klubu NHL New York Rangers. Jakožto hráč Rangers je držitelem několika brankářských rekordů, v roce 1994 získal s tímto klubem Stanley Cup.

## Kariéra
Klub New York Rangers si vybral Richtera z 28 místa draftu v roce 1985. Právě Rangers jsou jediným klubem, za který Richter v NHL nastoupil. 4. září 2003 ohlásil konec aktivní činnosti. Jeho číslo 35 je v hale Madison Square Garden trvale vyřazeno z užívání.
Richter reprezentoval Spojené státy na několika významných sportovních akcích; na Zimních olympijských hrách v letech 1988, 1998 a 2002 a na Světovém poháru v roce 1996, na kterém byl zvolen nejužitečnějším hráčem.
Taky dobré výsledky ukazoval v Naganu v roce 1998 na olympijskych hrách.

## Ocenění a úspěchy
- 1986 WCHA - Nejlepší nováček
- 1987 WCHA - Druhý All-Star Tým
- 1992 NHL - All-Star Game
- 1994 NHL - All-Star Game
- 1994 NHL - All-Star Game Nejužitečnější hráč
- 1994 NHL - Nejvíce vítězství
- 1997 SP - All-Star Tým
- 1997 SP - Nejužitečnější hráč
- 2000 NHL - All-Star Game
- 2002 OH - All-Star Tým
- 2009 NHL - Lester Patrick Trophy
- 2009 Síň slávy amerického hokeje

## Prvenství
- Debut v NHL – 9. dubna 1989 (New York Rangers proti Pittsburgh Penguins)
- První inkasovaný gól v NHL – 9. dubna 1989 (New York Rangers proti Pittsburgh Penguins, kanadským útočníkem Mario Lemieux)
- První vychytaná nula v NHL – 7. dubna 1991 (Washington Capitals proti New York Rangers)

## Statistiky

### Základní části
| Sezona       | Tým                         | Liga         | Z   | V   | P   | R  | MIN    | OG    | ČK | POG  | %ChS |
| ------------ | --------------------------- | ------------ | --- | --- | --- | -- | ------ | ----- | -- | ---- | ---- |
| 1982–83      | Germantown Academy          | HS-PA        | —   | —   | —   | —  | —      | —     | —  | —    | —    |
| 1983–84      | Philadelphia Jr. Flyers     | NEJHL        | 36  | 23  | 10  | 3  | 2160   | 94    | —  | 2.61 | —    |
| 1984–85      | Northwood School            | HS-Prep      | 18  | —   | —   | —  | 1374   | 52    | 2  | 2.27 | —    |
| 1985–86      | University of Wisconsin     | WCHA         | 24  | 14  | 9   | 0  | 1394   | 92    | 0  | 3.96 | .886 |
| 1986–87      | University of Wisconsin     | WCHA         | 36  | 19  | 16  | 1  | 2136   | 126   | 0  | 3.54 | .901 |
| 1987–88      | United States National Team | Mez.         | 29  | 17  | 7   | 2  | 1559   | 86    | —  | 3.31 | —    |
| 1987–88      | Colorado Rangers            | IHL          | 22  | 16  | 5   | 0  | 1298   | 68    | 0  | 3.14 | .902 |
| 1988–89      | Denver Rangers              | IHL          | 57  | 23  | 26  | 0  | 3031   | 217   | 1  | 4.30 | —    |
| 1989–90      | New York Rangers            | NHL          | 23  | 12  | 5   | 5  | 1320   | 66    | 0  | 3.00 | .904 |
| 1989–90      | Flint Spirits               | IHL          | 13  | 7   | 4   | 2  | 782    | 49    | 0  | 3.76 | .900 |
| 1990–91      | New York Rangers            | NHL          | 45  | 21  | 13  | 7  | 2596   | 135   | 0  | 3.12 | .903 |
| 1991–92      | New York Rangers            | NHL          | 41  | 23  | 12  | 2  | 2298   | 119   | 3  | 3.11 | .901 |
| 1992–93      | New York Rangers            | NHL          | 38  | 13  | 19  | 3  | 2105   | 134   | 1  | 3.82 | .886 |
| 1992–93      | Binghamton Rangers          | AHL          | 5   | 4   | 0   | 1  | 305    | 6     | 0  | 1.18 | .964 |
| 1993–94      | New York Rangers            | NHL          | 68  | 42  | 12  | 6  | 3710   | 159   | 5  | 2.57 | .910 |
| 1994–95      | New York Rangers            | NHL          | 35  | 14  | 17  | 2  | 1993   | 97    | 2  | 2.92 | .890 |
| 1995–96      | New York Rangers            | NHL          | 41  | 24  | 13  | 3  | 2396   | 107   | 3  | 2.68 | .912 |
| 1996–97      | New York Rangers            | NHL          | 61  | 33  | 22  | 6  | 3598   | 161   | 4  | 2.68 | .917 |
| 1997–98      | New York Rangers            | NHL          | 72  | 21  | 31  | 15 | 4143   | 184   | 0  | 2.66 | .903 |
| 1998–99      | New York Rangers            | NHL          | 68  | 27  | 30  | 8  | 3878   | 170   | 4  | 2.63 | .910 |
| 1999–00      | New York Rangers            | NHL          | 61  | 22  | 31  | 8  | 3622   | 173   | 0  | 2.87 | .905 |
| 2000–01      | New York Rangers            | NHL          | 45  | 20  | 21  | 3  | 2635   | 144   | 0  | 3.28 | .893 |
| 2001–02      | New York Rangers            | NHL          | 55  | 24  | 26  | 4  | 3195   | 157   | 2  | 2.95 | .906 |
| 2002–03      | New York Rangers            | NHL          | 13  | 5   | 6   | 1  | 694    | 34    | 0  | 2.94 | .897 |
| Celkem v NHL | Celkem v NHL                | Celkem v NHL | 666 | 301 | 258 | 73 | 38,183 | 1,840 | 24 | 2.89 | .904 |

### Play-off
| Sezona       | Tým              | Liga         | Z  | V  | P  | MIN   | OG  | ČK | POG  | %ChS |
| ------------ | ---------------- | ------------ | -- | -- | -- | ----- | --- | -- | ---- | ---- |
| 1987–88      | Colorado Rangers | IHL          | 10 | 5  | 3  | 536   | 35  | 0  | 3.92 | —    |
| 1988–89      | Denver Rangers   | IHL          | 4  | 0  | 4  | 210   | 21  | 0  | 6.00 | —    |
| 1988–89      | New York Rangers | NHL          | 1  | 0  | 1  | 58    | 4   | 0  | 4.14 | .867 |
| 1989–90      | New York Rangers | NHL          | 6  | 3  | 2  | 330   | 19  | 0  | 3.45 | .896 |
| 1990–91      | New York Rangers | NHL          | 6  | 2  | 4  | 313   | 14  | 1  | 2.68 | .923 |
| 1991–92      | New York Rangers | NHL          | 7  | 4  | 2  | 412   | 24  | 1  | 3.50 | .894 |
| 1993–94      | New York Rangers | NHL          | 23 | 16 | 7  | 1417  | 49  | 4  | 2.07 | .921 |
| 1994–95      | New York Rangers | NHL          | 7  | 2  | 5  | 384   | 23  | 0  | 3.59 | .878 |
| 1995–96      | New York Rangers | NHL          | 11 | 5  | 6  | 662   | 36  | 0  | 3.26 | .883 |
| 1996–97      | New York Rangers | NHL          | 15 | 9  | 6  | 939   | 33  | 3  | 2.11 | .932 |
| Celkem v NHL | Celkem v NHL     | Celkem v NHL | 76 | 41 | 33 | 4,515 | 202 | 9  | 2.68 | .909 |

### Reprezentace
| Rok                       | Tým                       | Soutěž                    | Z  | V  | P  | R | MIN  | OG  | ČK | POG  | %ChS |
| ------------------------- | ------------------------- | ------------------------- | -- | -- | -- | - | ---- | --- | -- | ---- | ---- |
| 1985                      | USA 20                    | MSJ                       | 3  |    |    |   | 43   | 6   | 0  | 8.37 |      |
| 1986                      | USA 20                    | MSJ                       | 4  | 3  | 1  | 0 | 208  | 9   | 0  | 2.60 |      |
| 1986                      | USA                       | MS                        | 1  | 0  | 1  | 0 | 53   | 5   | 0  | 5.66 |      |
| 1987                      | USA                       | MS                        | 2  | 0  | 2  | 0 | 80   | 8   | 0  | 6.00 |      |
| 1988                      | USA                       | OH                        | 4  | 2  | 2  | 0 | 230  | 15  | 0  | 3.91 | .802 |
| 1991                      | USA                       | KP                        | 7  | 4  | 3  | 0 | 420  | 22  | 0  | 3.14 | .904 |
| 1993                      | USA                       | MS                        | 4  | 1  | 1  | 2 | 237  | 13  | 0  | 3.29 |      |
| 1996                      | USA                       | SP                        | 6  | 4  | 2  | 0 | 371  | 15  | 0  | 2.43 | .923 |
| 1998                      | USA                       | OH                        | 4  | 1  | 3  | 0 | 237  | 14  | 0  | 3.54 | .849 |
| 2002                      | USA                       | OH                        | 4  | 2  | 1  | 1 | 240  | 9   | 1  | 2.25 | .932 |
| Juniorská kariéra celkově | Juniorská kariéra celkově | Juniorská kariéra celkově | 7  | —  | —  | — | 251  | 15  | 0  | 3.59 | —    |
| Seniorská kariéra celkově | Seniorská kariéra celkově | Seniorská kariéra celkově | 32 | 14 | 15 | 3 | 1868 | 101 | 1  | 3.24 | —    |